# Piramida Amenemhata I
Piramida Amenemhata I – piramida pełniąca funkcję grobowca faraona Amenemhata I, stanowisko archeologiczne. Budowla została wykonana z cegły suszonej i ma wysokość 59 metrów, znajduje się nieopodal egipskiej miejscowości Al-Liszt.
Prace archeologiczne zostały rozpoczęte w 1882 roku przez zespół Gastona Maspero, następnie kontynuowane przez zespół Josepha Étienne’a Gautiera oraz Gustave’a Jéquiera. Od 1902 do 1934 roku badania były prowadzone przez Alberta Lythgoe oraz Arthura Mace’a, związanych z Metropolitan Museum of Art.